# 吸收池

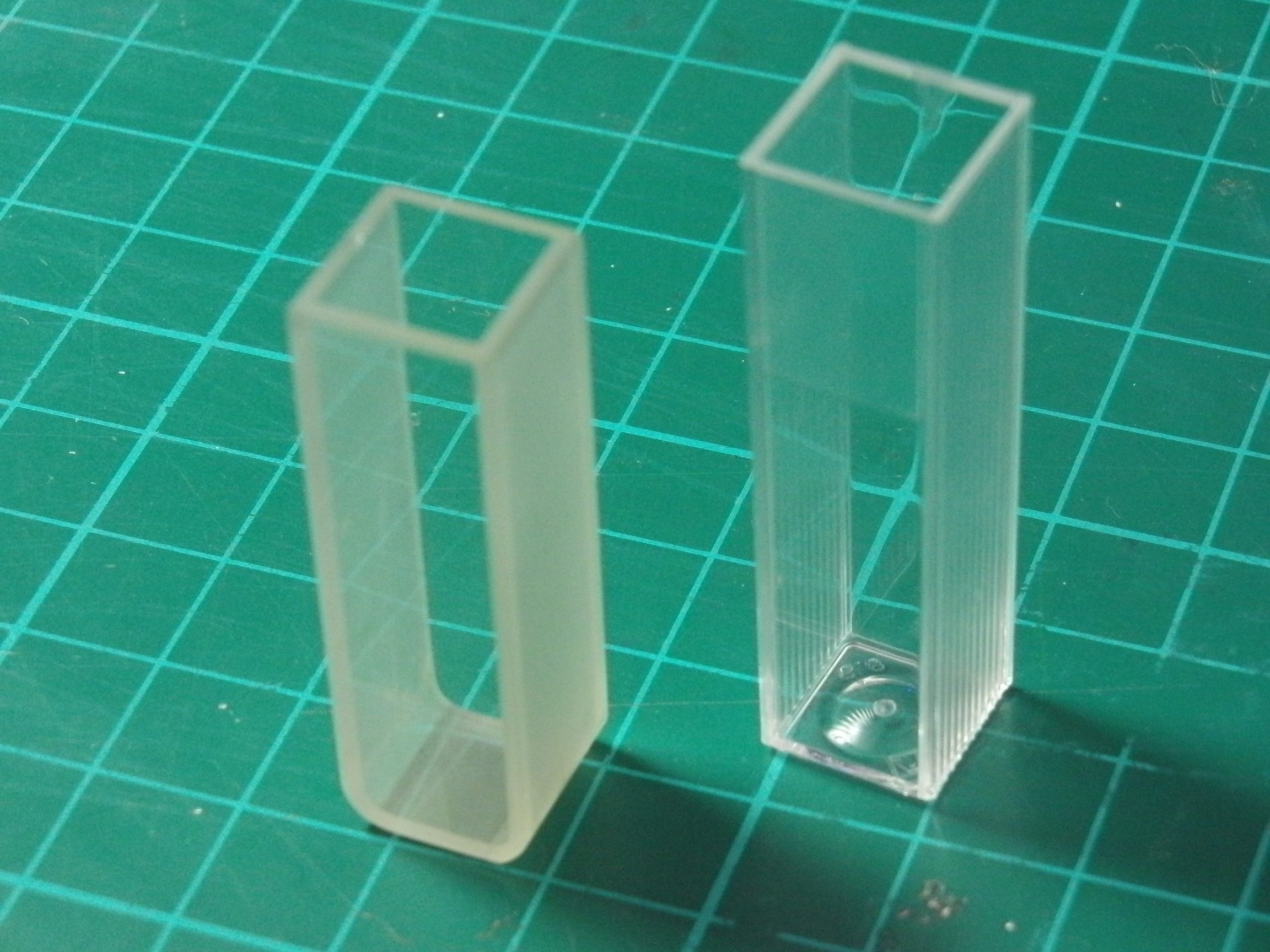
石英分光液槽（左），光學壓克力分光液槽（右）。

吸收池（英語：Cuvette，亦称为分光液槽）是實驗室中用於乘載將進行光學特性分析之樣品的特殊容器。大多都以對紫外線吸收率低的石英材質製成。但有些用於可見光光譜分析的分光液槽可以光學壓克力做為材料。

## 結構
大多為長方體。有兩面為光學面、兩面為接觸面。光學面須保持徹底的潔淨，不可用手觸摸。接觸面為霧面，是給兩指提拿的表面。 石英分光液槽可以用丙酮去除光學面上之油汙、有機體。

## 注意事項
石英分光液槽不宜乘載含氟離子之化合物，因氟離子對石英有腐蝕作用，如：氫氟酸。